# کوکی اوشیما
کوکی اوشیما (انگلیسی: Koki Oshima؛ زادهٔ ۳۰ مهٔ ۱۹۹۶) بازیکن فوتبال اهل ژاپن است.
از باشگاه‌هایی که در آن بازی کرده‌است می‌توان به باشگاه فوتبال کاشیوا ریسول اشاره کرد.